# کیم اراخو
کیم اراخو (انگلیسی: Quim Araújo؛ زادهٔ ۱۰ مارس ۱۹۸۸) بازیکن فوتبال اهل اسپانیا است.
از باشگاه‌هایی که در آن بازی کرده‌است می‌توان به باشگاه فوتبال کوردوبا، باشگاه فوتبال کامپوستلا، و باشگاه فوتبال آلباسته بالومپیه اشاره کرد.